# Estancia Guaycolec
Se conoce como Estancia Guaycolec a una estancia de producción pecuaria —la que incluye una reserva biológica privada— que cuenta de manera anexa con un zoológico de jurisdicción provincial. Está ubicada a 20 kilómetros al norte de la ciudad de Formosa (dentro del departamento homónimo), en el sector oriental de la provincia de Formosa, en el noreste de Argentina. Posee un variado mosaico ambiental, compuesto de esteros, palmares, pastizales inundables, sabanas, bosques xerófilos y, especialmente, selvas en galería, las que marginan al riacho Pilagá y uno de sus afluentes, el riacho Guaycolec, ambos cursos fluviales atraviesan el área protegida. Este ambiente presenta una elevada diversidad biológica y un buen estado de conservación. El área protegida es administrada de manera privada. Fue designada Área importante para la conservación de las aves (AICA) por BirdLife International.

## Características
Características generales
La Estancia Guaycolec es un predio privado perteneciente a Bellamar Estancias S. A. y dedicado a la producción de ganado vacuno; comprende una superficie de 24 800 hectáreas, sin embargo, en el pasado su superficie fue mucho mayor, periodo en que este establecimiento agropecuario formaba parte de una tradicional empresa regional: ‘‘Pilagá S.A. Ganadera’’.
Primitivos habitantes
Originalmente, la zona de Guaycolec estaba habitada por indígenas de la etnia de los payaguáes, que formaban parte del grupo lingüístico de los guaycurúes, pertenecientes al grupo racial Pámpido o Patagónido. Eran de una cultura canoera, dedicándose de manera nómade a la caza y a la pesca. 
Geología y suelos
La estancia se encuentra en la región fisiográfica denominada depresión oriental formoseña. El área del zoológico se encuentra localizada en la margen norte del riacho Pilagá, sitio con una altitud de 66 m s. n. m.. El suelo tiene un origen en depósitos eólico-lacustres, arcillo-limosos a arcillosos. En el valle de inundación del riacho Pilagá fueron formados por deposición sedimentaria aluvional.    
Clima
El clima de Guaycolec pertenece al semitropical semiestépico, una variante cálida del clima tropical semiestépico y relacionada con otros climas semitropicales.
Las precipitaciones son más abundantes en la temporada cálida; suman un total anual que supera los 1200 mm, si bien tienden a aumentar en el siglo XXI, reportándose incluso promedios de 1530 mm. La temperatura media anual es de 23,1 °C.

## Riqueza biológica
Ecorregionalmente la superficie emergida de Guaycolec pertenece a la ecorregión terrestre Chaco Húmedo, mientras que las aguas de sus ríos se incluyen en la ecorregión de agua dulce Chaco.

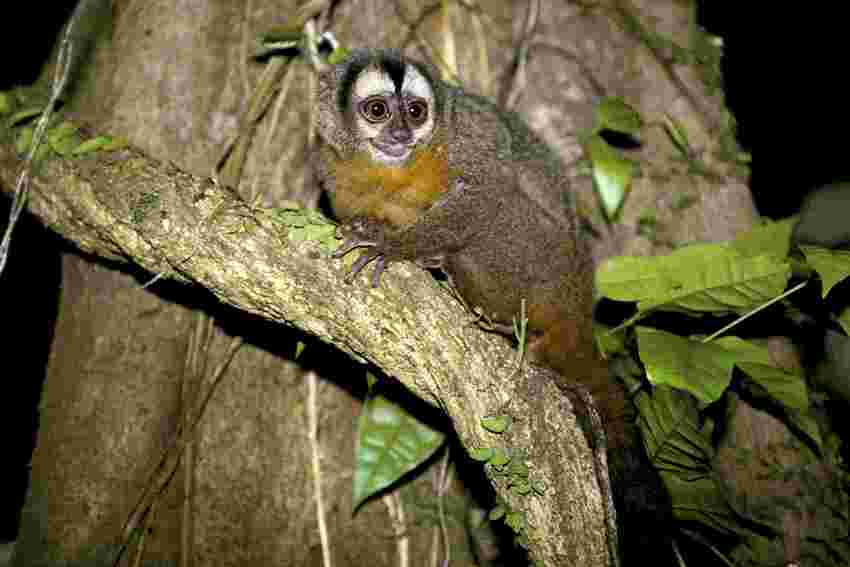
El mono mirikiná es el mamífero más destacado de esta estancia.

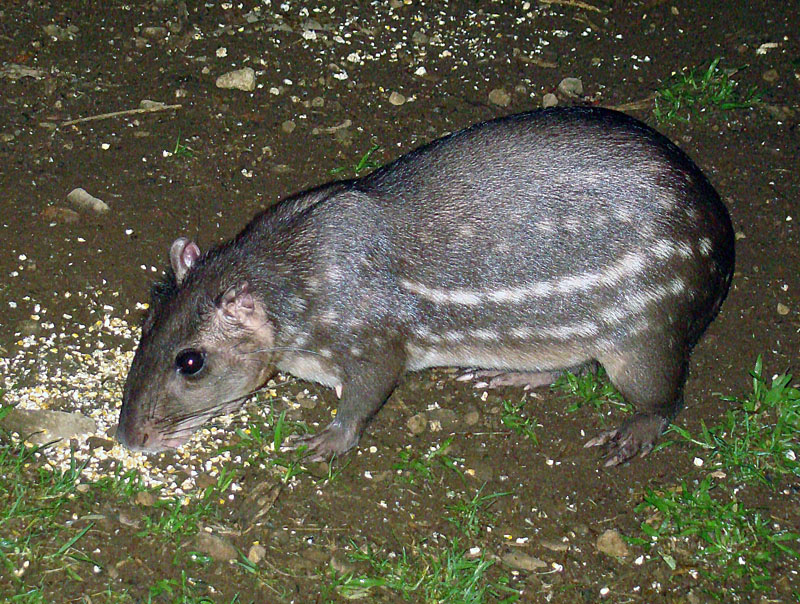
La paca es un gran roedor que en la región chaqueña argentina solo fue registrada en las selvas en galería de Guaycolec.

### Fauna

#### Mamíferos
Entre su elenco de mamíferos destaca el tapir (Tapirus terrestris), la paca (Cuniculus paca) -exclusiva en la región chaqueña argentina de estas selvas en galería) y el mono de noche o mirikiná (Aotus azarae), primate muy estudiado en esta reserva y que convive con las tropas del mono aullador o carayá (Alouatta caraya).

#### Aves

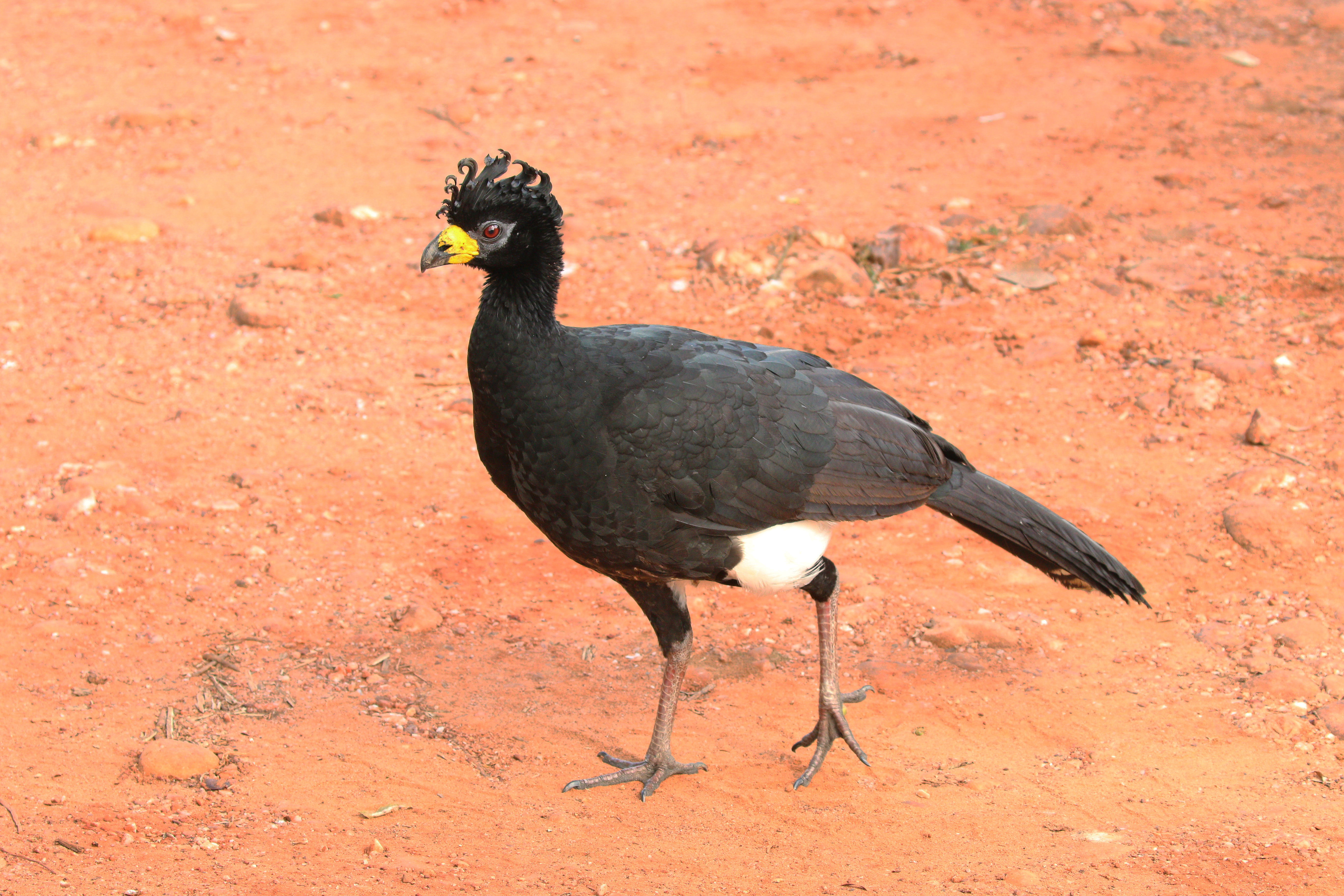
El muitú es el ave más relevante de esta reserva.

La estancia posee una elevada diversidad de aves, destacando que alberga varias especies en riesgo de extinción nacional e internacional. Fue designada Área importante para la conservación de las aves (AICA) por BirdLife International, una organización internacional dedicada a la protección de las aves y sus hábitats. Hasta el año 2001 los relevamientos de su riqueza aviar habían reportado un total de 262 especies. Entre las especies más relevantes destacan el aguilucho alas anchas (Buteo platypterus) el tapicurú (Mesembrinibis cayennensis) y muchas otras que reproducen el área, como el lechuzón mocho grande (Pulsatrix perspicillata), el ipequí (Heliornis fulica), la garza cucharona (Cochlearius cochlearius), el yapú (Psarocolius decumanus), algunas de ellas son especies amenazadas, como el yetapá de collar (Alectrurus risora) y dos crácidos ya muy raros en el chaco húmedo por causa de la caza desmedida a la que son objeto, la pava de monte (Penelope obscura) y el muitú (Crax fasciolata), en este último caso representan las poblaciones más importantes de la Argentina.

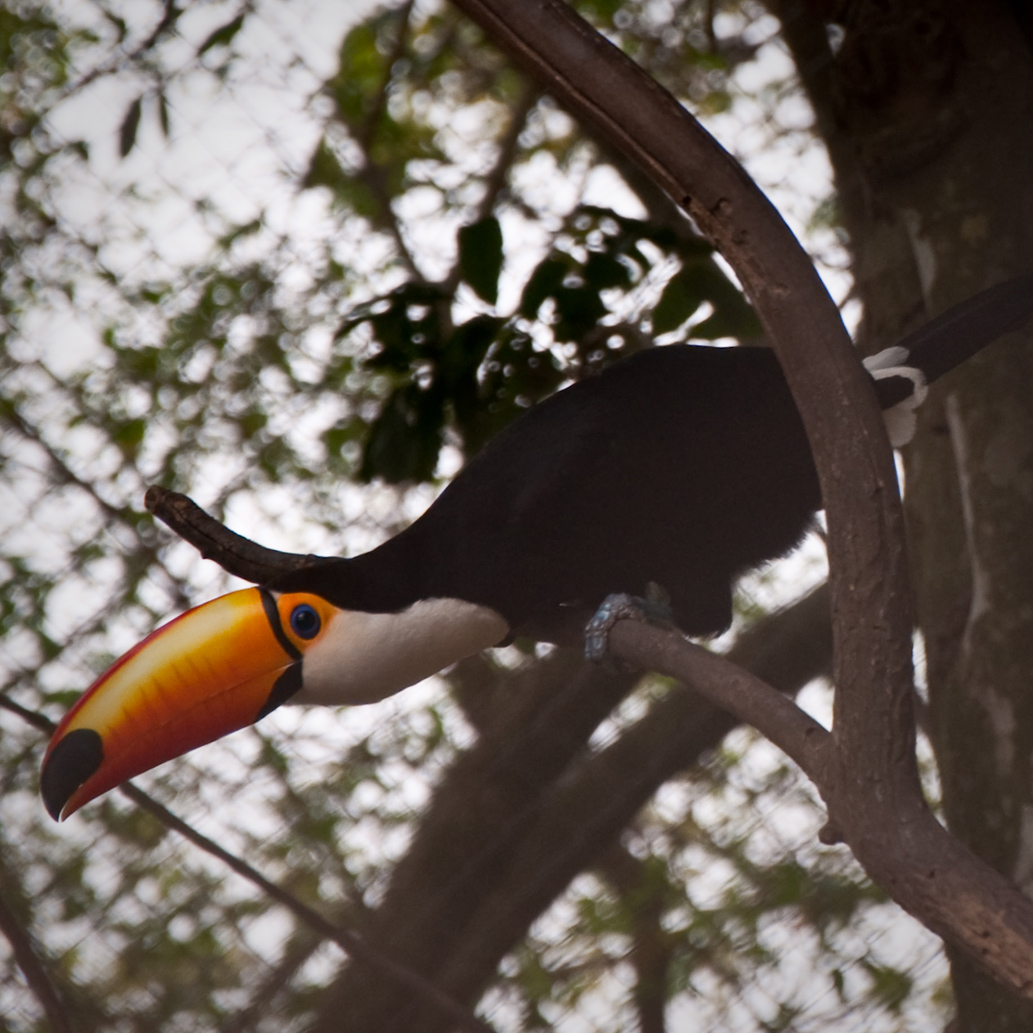
Un tucán grande cautivo en el centro de cría de Guaycolec. También es una especie común en esta estancia.

### Flora
Fitogeográficamente Guaycolec se encuentra en el distrito fitogeográfico chaqueño oriental (también llamado distrito fitogeográfico chaqueño húmedo) de la provincia fitogeográfica chaqueña. Ángel Lulio Cabrera separa las selvas marginales que bordean al riacho Pilagá, asignándolas a la prolongación subclimáxica o edáfica del distrito fitogeográfico de las selvas mixtas, uno de los distritos fitogeográficos en que se divide la provincia fitogeográfica paranaense.
La Estancia Guaycolec presenta naturalmente una vegetación fragmentada en mosaico, donde se desarrollan esteros, pastizales inundables, sabanas, palmares de palma caranday (Copernicia alba), arbustales e isletas de bosques xerófilos de tipo chaqueño húmedo o monte fuerte; todos esos ambientes los administradores los utilizan como potreros para el ganado. El ambiente más relevante, en cambio, es el ecosistema de las selvas marginales que acompañan a los ríos, el que dentro del predio representa una extensión superior a las 5000 ha. Del total, un núcleo selvático constituido por una porción de aproximadamente una superficie de 1100 ha es conocido como ‘‘Reserva Mirikiná’’. Este está caracterizado por un buen estado de conservación a causa de que desde el año 1996 se ha mantenido libre de perturbaciones humanas, logrando transformarse en un refugio de fauna y flora bajo efectiva protección.
Estas forestas están adaptadas a inundaciones naturalmente periódicas, siendo que la dinámica y fenología que los caracteriza, su diversidad botánica y su estructura, han sido relevadas minuciosamente, comprobándose que representan los bosques con mayor diversidad de especies leñosas del país, luego de los de las selvas misionera y yungueña. Los árboles llegan a alcanzar portes que superan los 20 metros, con diámetros a la altura del pecho superiores a los 80 cm. Partiendo desde el agua del riacho, la selva ribereña posee distintos ambientes, cada uno de ellos cuenta con sus plantas y animales característicos: selva de inundación, selva de albardón bajo, selva de albardón alto y bosques transicionales linderos con el pastizal.

## Estación de Animales Silvestres
La Reserva ‘‘Estación de Animales Silvestres Guaycolec’’, también denominado ‘‘Centro de Rescates Guaycolec’’, se formó en el año 1981 cuando la empresa ‘‘Pilagá S.A. Ganadera’’ cedió al estado provincial el lote de una superficie de 200 ha que está situado en el sector que colinda con la ruta nacional N.º 11. La provincia destinó dicho predio para crear allí un zoológico enfocado en el mantenimiento y reproducción de aves, mamíferos y reptiles, mayormente integrantes de la fauna formoseña y a la exhibición del patrimonio natural local como herramienta educativa, facilitada por estar insertado en un área de bosque nativo, el excelente acceso y la proximidad con la capital provincial. El establecimiento es administrado por la Dirección de Fauna y Parques, organismo que depende del Ministerio de la Producción y Ambiente del gobierno de la provincia de Formosa.
El área cuenta con un guardaparque nacional, un veterinario y un ingeniero zootecnista, los que son apoyados por el personal de maestranza y estudiantes pasantes de la Universidad Nacional de Formosa (U.Na.F).

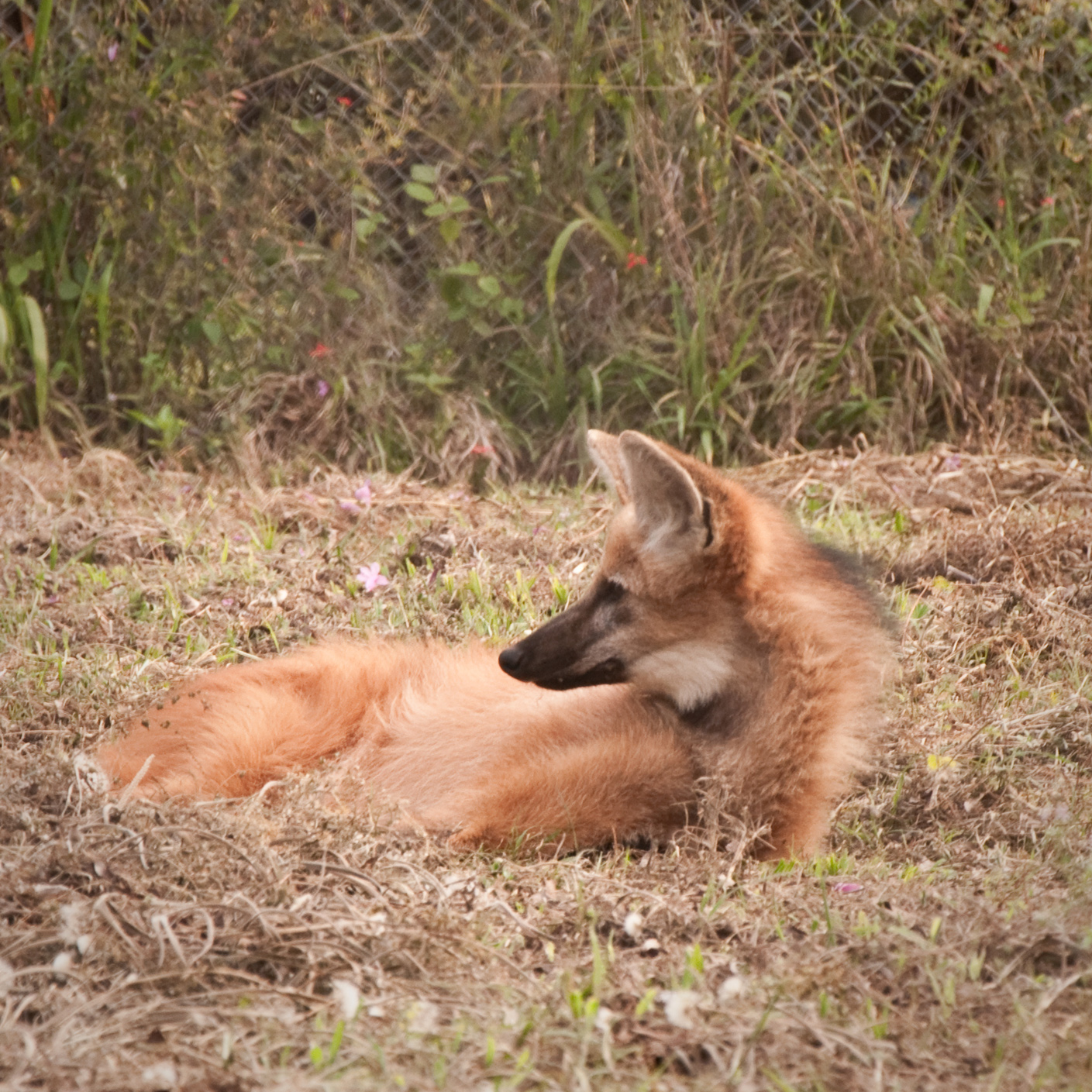
Un aguará guazú cautivo en el centro de cría de Guaycolec. También esta estancia resguarda ejemplares silvestres de esta especie.

## Acceso y visitas
El establecimiento zoológico así como los ambientes naturales que lo rodean son fácilmente accesibles, mediante cualquier tipo de automóviles y durante todo el año, en razón de estar ubicados sobre la Ruta Nacional N˚11 (km 1201), asfaltada, la cual une la ciudad de Formosa con Clorinda. Desde el área céntrica de la ciudad capital provincial se debe circular por 10 km hacia el norte por la ruta 11 hasta la bifurcación con la ruta nacional 81, desde allí se continúa por la 11 (la que gira a la derecha) en un tramo rectilíneo de 15 km hasta que se cruza el puente del riacho Pilagá, estando la entrada a mano izquierda (oeste) luego de pasar dicho curso fluvial. Cuenta con senderos que permiten conocer los diversos ambientes naturales y su biodiversidad, recorriendo también el serpentario y los distintos recintos donde se alojan las especies faunísticas formoseñas. El horario de atención al público es fines de semana y feriados de 9 a 16 hs. La entrada es libre y gratuita.